# Big Bear Lake
Big Bear Lake ist eine Stadt in den San Bernardino Mountains an der California State Route 18, etwa 48 Kilometer vom Hauptort des Countys entfernt, im US-Bundesstaat Kalifornien. Das U.S. Census Bureau hat bei der Volkszählung 2020 eine Einwohnerzahl von 5.046 ermittelt. Der Ort ist ein beliebtes Sommer- und Wintersportgebiet und liegt am südlichen Ufer des gleichnamigen Sees.

## Seedaten
Der See hat eine Länge von elf Kilometern und ist vier Kilometer breit. Die Tiefe des Gewässers beträgt zwischen 10,70 und 22 Metern. Die Fläche beträgt rund neun Quadratkilometer, das Wasservolumen etwa 0,09 Kubikkilometer. Der See ist reich an Fischarten wie Forellen und Karpfen.

## Wirtschaft
Die Stadt Big Bear Lake ist vor allem als Urlaubsgebiet für Sommer- wie Wintertouristen bekannt.
Vor Ort ansässig ist auch der Spieleentwickler FarSight Studios, der 1993 erste Aufmerksamkeit mit Action 52 auf sich zog und ansonsten vor allem für Umsetzungen von Flipperautomaten bekannt ist.

## Partnergemeinden
Die Salzburger Gemeinde Abtenau ist seit 1985 eine Partnergemeinde von Big Bear Lake.

## Weblinks

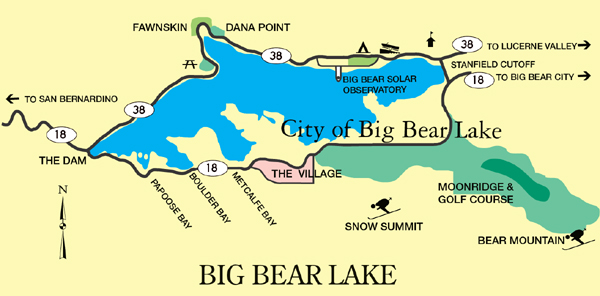
Karte